# Ralf Schumacher
Ralf Schumacher (n. 30 iunie 1975, Hürth, Republica Federală Germania, Germania) este un fost pilot de curse german. El este fratele mai mic al campionului mondial de Formula 1 Michael Schumacher. Cei doi sunt singurii frați care au câștigat fiecare curse de Formula 1.
El a condus pentru prima dată în Formula 1 pentru echipa Jordan Grand Prix în sezonul 1997. Schumacher s-a mutat apoi la Williams în 1999, terminând pe locul șase în Campionatul Piloților din acel an. El a câștigat primul său Mare Premiu în 2001, terminând ulterior pe locul 4 în Campionatul Piloților și, ulterior, a câștigat încă cinci curse pe parcursul a doi ani.
Schumacher a părăsit Williams la sfârșitul anului 2004 și s-a alăturat Toyota Racing în 2005. Cu toate acestea, performanța sa de-a lungul sezoanelor din 2006 și 2007 l-a determinat pe Schumacher să părăsească Formula 1, ca urmare a presiunii interne. După ce a părăsit sportul, Schumacher s-a alăturat Deutsche Tourenwagen Masters în 2008, obținând un succes minor și s-a retras din sporturile cu motor la sfârșitul anului 2012 pentru a intra într-un rol managerial în DTM, îndrumând tinerii piloți. Acum este co-comentator pentru Sky Sport din Germania.

## Cariera în Formula 1
| Sezon | Echipă                         | Puncte      | Loc clasament general |
| ----- | ------------------------------ | ----------- | --------------------- |
| 1996  | Marlboro McLaren Mercedes      | Pilot teste | -                     |
| 1997  | Benson & Hedges Jordan Peugeot | 13          | 11                    |
| 1998  | Benson and Hedges Jordan       | 14          | 10                    |
| 1999  | Winfield Williams              | 35          | 6                     |
| 2000  | BMW WilliamsF1 Team            | 24          | 5                     |
| 2001  | BMW WilliamsF1 Team            | 49          | 4                     |
| 2002  | BMW WilliamsF1 Team            | 42          | 4                     |
| 2003  | BMW WilliamsF1 Team            | 58          | 5                     |
| 2004  | BMW WilliamsF1 Team            | 24          | 9                     |
| 2005  | Panasonic Toyota Racing        | 45          | 6                     |
| 2006  | Panasonic Toyota Racing        | 20          | 10                    |
| 2007  | Panasonic Toyota Racing        | 5           | 16                    |